# Silsila pulchripes
Silsila pulchripes är en stekelart som först beskrevs av Cameron 1911.  Silsila pulchripes ingår i släktet Silsila och familjen brokparasitsteklar. Inga underarter finns listade i Catalogue of Life.